# Lidíades de Megalòpolis (ambaixador)
Lidíades de Megalòpolis (Lydiades, Lydiades Λυδιάδης, o Λυσιάδης) fou un ambaixador de la Lliga Aquea, nascut a la ciutat de Megalòpolis.
Fou un dels tres ambaixadors enviats pels aqueus a Roma el 179 aC, d'acord amb els projectes de Licortes. En aquesta ocasió Cal·lícrates, cap de l'ambaixada, va trair els interessos del seu país en favor de Roma.